# Bleszczowa
Bleszczowa (także Bliszczowa) –  wzniesienie na Wyżynie Częstochowskiej w miejscowości Kroczyce  w województwie śląskim, w powiecie zawierciańskim, w gminie Kroczyce. Znajduje się na południowy zachód od zwartych zabudowań wsi Kroczyce. Szczyt wznosi się na wysokość około 340 m n.p.m., w odległości około 350 m od drogi krajowej nr 78. Dojść do niego można od tej drogi ścieżką wśród pól. Ścieżką tą prowadzi czarno znakowany szlak turystyczny z Kroczyc do Zamku w Morsku. 
Szczyt Bleszczowej porasta las, zbocza pokryte polami uprawnymi są dobrym punktem widokowym. Na północnych zboczach występują skałki wapienne. Na szczycie, wśród drzew znajduje się cmentarz wojenny w Kroczycach. Pochowano na nim 938 żołnierzy poległych podczas I wojny światowej w listopadzie i grudniu 1914 roku.